# Плогман, Лука
Лука Бастиан Плогман (нем. Luca Bastian Plogmann; род. 10 марта 2000, Бремен) — немецкий футболист, вратарь нидерландского клуба «Гоу Эхед Иглз».

## Клубная карьера
Плогман является воспитанником футбольного клуба «Вердер», в академию которого попал в семь лет. С 2018 года — игрок основной команды клуба, был вызван в неё из второй команды, когда травмы получили три голкипера — Михаэль Цеттерер, Ярослав Дробный и Стефанос Капино. 1 сентября 2018 года дебютировал в Бундеслиге, заменив на 53-й минуте в поединке против франкфуртского «Айнтрахта» ещё одного голкипера, получившего травму — Иржи Павленки.
В августе 2020 года Лука продлил свой контракт с «Вердером» и отправился в годичную аренду в клуб «Меппен», который возглавлял бывший легендарный игрок «Вердера» Торстен Фрингс. Сезон 2020/2021 начал основным голкипером команды. 19 сентября 2020 года он провёл дебютный матч за «Меппен», появившись в стартовом составе на поединок против «Мюнхена-1860». Всего за «Меппен» в сезоне сыграл 8 встреч. Провести цельный сезон не удалось, поскольку 31 октября 2020 года во встрече с дрезденским «Динамо» Лука получил тяжёлую травму и вынужден был пропустить значительный промежуток времени из-за операции.
31 июля 2023 года перешёл на правах аренды в «Дордрехт».

## Карьера в сборной
Выступал за юношеские сборные Германии. Принимал участие в чемпионате Европы 2017 года среди юношей до 17 лет, вместе с командой дошёл до полуфинала. Сыграл на турнире все пять встреч. В том же году принял участие в юношеском чемпионате мира в Индии, где также сыграл пять встреч. Во всех турнирах являлся основным голкипером сборной.

## Достижения
«Гоу Эхед Иглз»
- Обладатель Кубка Нидерландов: 2024/25[нидерл.]

## Клубная статистика
| Клуб            | Сезон           | Лига | Лига | Кубок | Кубок | Еврокубки | Еврокубки | Всего | Всего |
| Клуб            | Сезон           | Игры | Голы | Игры  | Голы  | Игры      | Голы      | Игры  | Голы  |
| --------------- | --------------- | ---- | ---- | ----- | ----- | --------- | --------- | ----- | ----- |
| Вердер          | 2018/19         | 1    | 0    | 0     | 0     | 0         | 0         | 1     | 0     |
| Всего в карьере | Всего в карьере | 1    | 0    | 0     | 0     | 0         | 0         | 1     | 0     |